# Acide chloreux
L'acide chloreux est un composé inorganique de formule brute HClO2. C'est un acide faible. L'atome de chlore y est au degré d’oxydation +III. Ce composé est instable sous forme pure.

## Propriétés physico-chimiques
Ce composé est instable sous forme pure, il se dismute en acide hypochloreux HClO, dont l'état d'oxydation du chlore est +1, et en acide chlorique, HClO3 (état d'oxydation du chlore +5) :
2 HClO2 → HClO + HClO3.
En solution aqueuse froide et diluée, l'acide chloreux est en équilibre avec du dioxyde de chlore et de l'acide chlorhydrique, la forme acide chloreux étant minoritaire :
5 HClO2 {\displaystyle \rightleftharpoons } 4 ClO2 + HCl + 2 H2O.
En revanche, les anions chlorite, base conjuguée de cet acide, forment des sels, tels que le chlorite de sodium, qui sont stables même à l'état pur.

## Production et synthèse
Une solution d'acide chloreux peut être préparée en faisant réagir du chlorite de baryum avec de l'acide sulfurique dilué :
Ba(ClO2)2 + H2SO4 → BaSO4 + 2HClO2.
Le sulfate de baryum précipite et laisse une solution d'acide chloreux.

## Stabilité
Le chlore est le seul halogène pour lequel un oxoacide de formule HXO2 peut être isolé. Le fluor ne possède pas d'état d'oxydation supérieur à +1 et ni l'acide bromeux, ni l'acide iodeux n'ont été isolés. D'autre part, si quelques rares sels de l'acide bromeux, les bromites, sont connus, aucun iodite ne l'est.